# Acantholena
Acantholena is een geslacht van vlinders uit de familie van de sikkelmotten (Oecophoridae). De naam van het geslacht werd in 1997 voorgesteld door Ian Francis Bell Common voor een kleine groep van soorten die voorheen in het geslacht Eulechria waren geplaatst.

## Sorten
- A. acedesta (Turner, 1938)
- A. dysaethria (Turner, 1938)
- A. hiemalis (Meyrick, 1914)
- A. siccella (Walker, 1864)